# چارلی اترسمیت
ویلیام چارلی اترسمیت (به انگلیسی: William Charles Athersmith) (زاده ۱۰ مهٔ ۱۸۷۲ - درگذشته	۱۸ سپتامبر ۱۹۱۰) بازیکن فوتبالاهل کشور انگلستان بود که سابقهٔ بازی در تیم ملی فوتبال انگلستان را در کارنامهٔ خود دارد. وی در تاریخ ۵ مارس ۱۸۹۲ نخستین بازی ملی خود را در مقابل تیم ملی فوتبال ایرلند انجام داد و با حضور در ۱۲ بازی ملی، در تاریخ ۷ آوریل ۱۹۰۰ واپسین بازی ملی‌اش را در برابر تیم ملی فوتبال اسکاتلند برگزار کرد.
این بازیکن توانسته در بازی‌های ملی، ۳ گل به ثمر برساند.